# Slezská nížina
Slezská nížina (dříve Oderská nížina, polsky Nizina Śląska) je nejjižnější geomorfologická oblast Středopolských nížin v Polsku a malou částí (Opavská pahorkatina) v Česku. Na severozápadě a severu na ni navazují další nížiny, na jihu odděluje dvě provincie hercynských pohoří (Českou vysočinu a Malopolské vysočiny) a dotýká se Vněkarpatských sníženin (Ostravská pánev). Nadmořská výška se pohybuje od 100 do 253 m.
Nejdůležitějšími řekami oblasti jsou Odra a její přítoky Mała Panew, Nysa Kłodzka, Ślęza, Bystrzyca, Kačava (Kaczawa) a Bóbr.
Slezská nížina se dělí na 9 celků (v polské terminologii mezoregionů):
- Wysoczyzna Rościsławska (318.51)
- Równina Oleśnicka (318.56)
- Równina Opolska (318.57)
- Pradolina Wrocławska (318.52)
- Równina Wrocławska (318.53)
- Dolina Nysy Kłodzkiej (318.54)
- Równina Niemodlińska (318.55)
- Kotlina Raciborska (Ratibořská kotlina, 318.59)
- Płaskowyż Głubczycki (Opavská pahorkatina, 318.58)

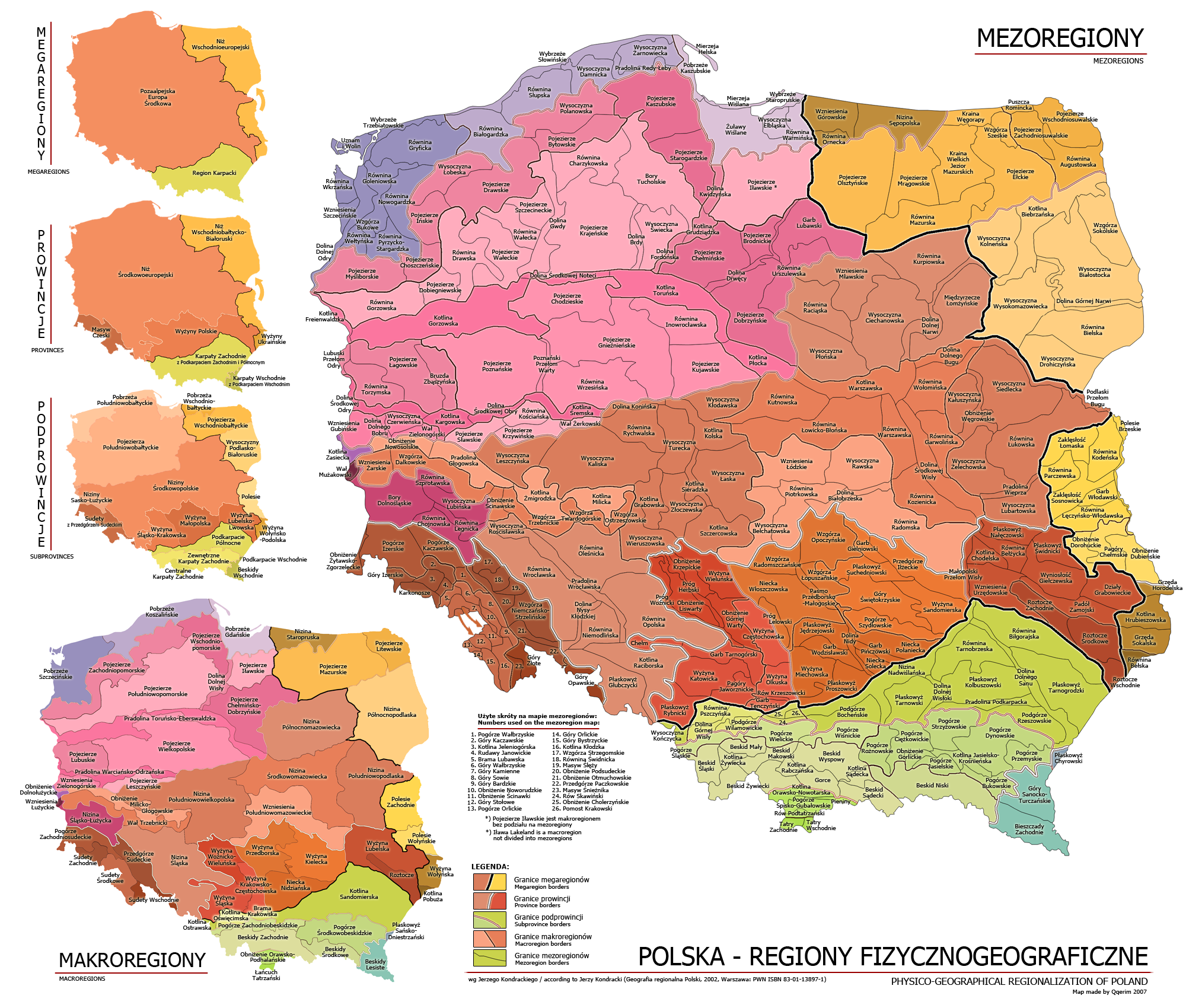
Mapa geomorfologického členění Polska

## Nejvyšší bod Středoevropské nížiny
Dle publikace Vyšší geomorfologické jednotky České republiky je nejvyšším bodem geomorfologického celku Opavská pahorkatina/Płaskowyż Głubczycki (a zároveň oblasti/podsoustavy Slezská nížina, subprovincie/soustavy Středopolské nížiny a provincie Středoevropská nížina) vrstevnice 340 m n. m. jihovýchodně od vrchu Hradisko/Přední Cvilínský kopec. Vrch Hradisko/Přední Cvilínský kopec má 441 m n. m. a nachází se 2,5 km jihovýchodně od města Krnov v okrese Bruntál. Nejvyšší horou Opavské pahorkatiny je Plechowa Góra s nadmořskou výškou 328 m (v Česku Almín kopec nacházející se v katastru obce Hněvošice v okrese Opava, 315 m n. m.).

## Největší města
|     | Znak | Město           | Počet obyvatel |
| --- | ---- | --------------- | -------------- |
| 1.  |      | Vratislav       | 640 648        |
| 2.  |      | Opolí           | 128 137        |
| 3.  |      | Kandřín-Kozlí   | 61 062         |
| 4.  |      | Opava           | 56 450         |
| 5.  |      | Ratiboř         | 54 882         |
| 6.  |      | Nisa            | 44 044         |
| 7.  |      | Olešnice        | 37 242         |
| 8.  |      | Břeh            | 35 930         |
| 9.  |      | Olava           | 32 927         |
| 10. |      | Lubliniec       | 23 818         |
| 11. |      | Kluczbork       | 23 661         |
| 12. |      | Prudník         | 21 170         |
| 13. |      | Pyskowice       | 18 456         |
| 14. |      | Namyslov        | 16 490         |
| 15. |      | Krapkowice      | 16 381         |
| 16. |      | Jelcz-Laskowice | 15 792         |